# Mimegralla striatofasciata
Mimegralla striatofasciata är en tvåvingeart som först beskrevs av Günther Enderlein 1922.  Mimegralla striatofasciata ingår i släktet Mimegralla och familjen skridflugor. Inga underarter finns listade i Catalogue of Life.